# Lucius Æmilius Paullus (consul en 1)
Pour les articles homonymes, voir Aemilius Paullus.
Lucius Aemilius Paullus et son épouse Vipsania Julia ou Julia Minor ont deux enfants, Aemilia Lepida et Marcus Aemilius Lepidus. Il est le fils de Aemilius Lepidus Paullus ou Paul Emile Lépide, censeur en 22 av. J.-C., et de Cornélie, née en 21.
Il est consul en l'an 1. Sa femme est exilée en 8, et il meurt exécuté pour conspiration en 14.